# Nereis irrorata
Nereis irrorata är en ringmaskart. Nereis irrorata ingår i släktet Nereis och familjen Nereididae.
Artens utbredningsområde är havet utanför Belgien. Inga underarter finns listade i Catalogue of Life.